# Neot Golan
Neot Golan (Hebreeuws: נְאוֹת גּוֹלָן) is een Israëlische mosjav in de zuidelijke Golanhoogten.

## Geschiedenis
De nederzetting werd opgericht door een groep jongeren uit de Beit Eliezer-buurt in Hadera die na de Zesdaagse Oorlog wilden emigreren naar de Golanhoogten. In een ontmoeting met een zekere Avraham Herzfeld werden deze jongeren doorverwezen naar de Zionistische arbeidersbeweging, die zich vooral bezighield met het stichten van collectieve mosjavim. In september 1968 vestigden ze zich in de Afik kruispunt als een begginende mosjav. In eerste instantie verdienden ze geld door land te spitsen en klaar te maken voor de landbouw, en vervolgens door schapen en ganzen te fokken en door 'dry-farming'.
In 1973 vestigde de nederzetting zich op zijn huidige locatie. Tot het einde van 1979 was de mosjav coöperatief, zoals een kibboets. Vanaf het begin van de jaren tachtig werd het een arbeidsmosjav en werden alle samenwerkingsactiviteiten gelijk verdeeld.
Tot het einde van de jaren negentig woonden er een 50-tal gezinnen in de mosjav, van wie de meeste leden waren van een coöperatieve landbouwmaatschappij. In 1989 had de mosjav met 55 gemeenschapgezinnen en oppervlakte van ongeveer één vierkante kilometer.
In 2008 was er voor de mosjav een grote expansie, waarbij 68 percelen werden verkocht, waarvoor 28 voor landbouwers en 40 gemeenschappelijke percelen.
Vanaf 2016 wonen er 162 gezinnen in Neot Golan en zijn er ongeveer 18 percelen in aanbouw. Er wonen er ongeveer 594 mensen.

## Ligging
De nederzetting bevindt zich tussen de rivier Ein Gev en Wadi Zeitun, op een hoogte van 320 meter boven zeespiegel en op vijf kilometer afstand van het Meer van Tiberias. Neot Golan is een van de meest zuiders gelegen mosjav in de Golanhoogten. Het ligt dicht bij het natuurreservaat Wadi Daliyot en de ruïnes van de stad Sussita (een archeologische vindplaats ook bekend als Hippos).

## Onderwijs
In Neot Golan zelf is er een kleuterschool onderwijs. De kinderen kunnen hun eerste acht leerjaren volgen in de regionale school genaamd Mitzpe Golan in de zuidelijke Golanhoogten, in Bnei Yehuda . De middelbare studenten gaan vaak naar de school Nofey Golan in Katzrin, op 30 minuten afstand van de mosjav.

## Economie en werkgelegenheid
De economie in de nederzetting is gebaseerd op de geïrrigeerde landbouw. Er worden er peren, appels, avocado's en olijven gecultiveerd, maar ook katoen en amandelen. Ook is er een melkvee- en vleesvee-industrie.
De bewoners houden zich ook bezig met onderwijs, toerisme, industrie en andere vrije beroepen.

## Klimaat
Het klimaat in Neot Golan is een mediterraan klimaat. In de winter is het koel en regenachtig, in de herfst en de lente is de temperatuur hoger en is er soms regenval en in de zomer is het heet en vochtig zonder neerslag. Jaarlijks is er gemiddeld 400 tot 600 milliliter regen op 56 regenachtige dagen.